# Pseudocalamobius ceylonensis
Pseudocalamobius ceylonensis là một loài bọ cánh cứng trong họ Cerambycidae.